# Chefs-d'œuvre gothiques d'Ulm

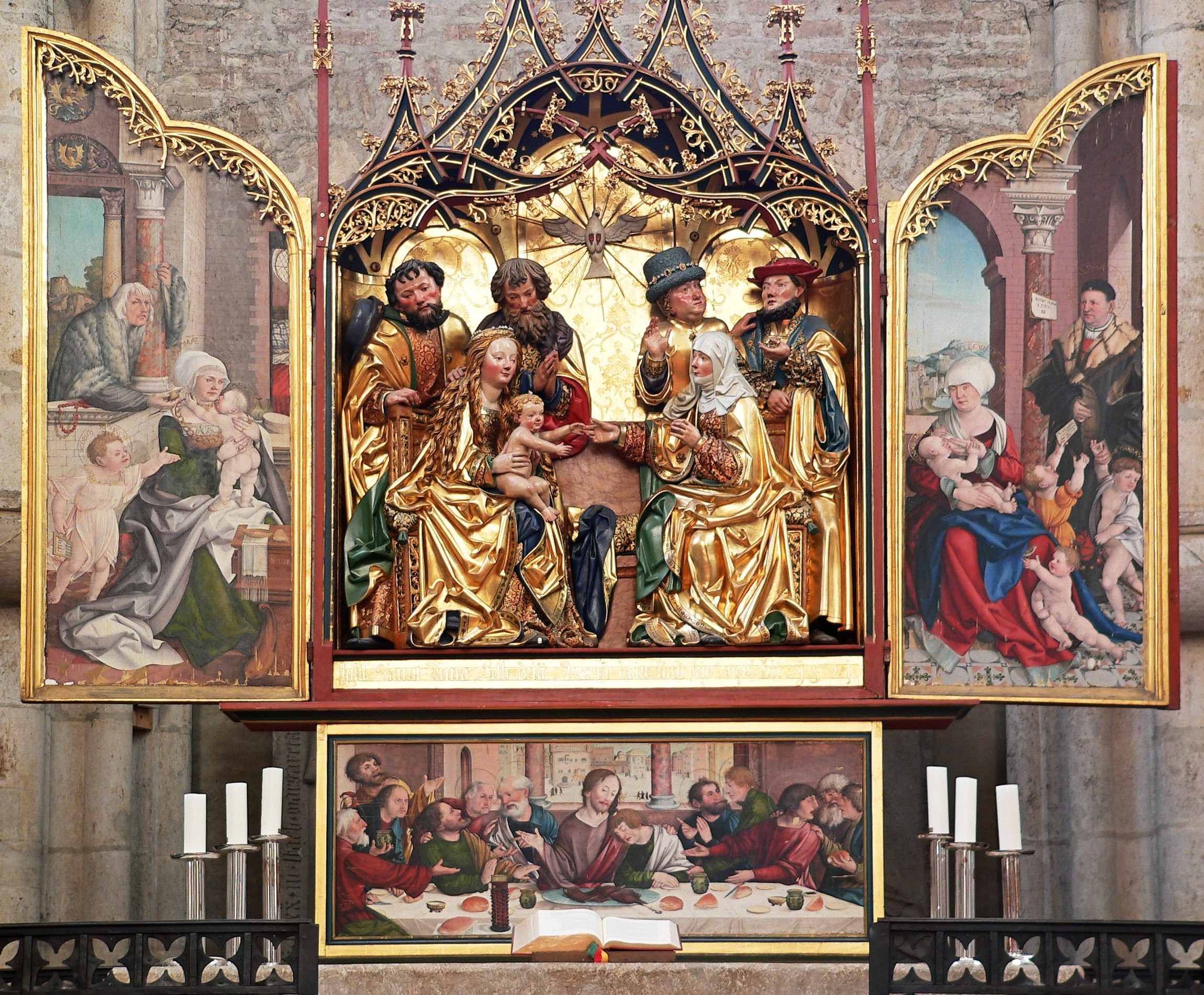
Retable de Martin Schaffner, une œuvre célèbre de l'école d'Ulm, dans la « cathédrale » de cette ville.

Les chefs-d'œuvre gothiques d'Ulm regroupent la production des artistes ayant travaillé dans la ville allemande d'Ulm  pendant le « Gothique tardif ». On parle parfois aussi d'école de d'Ulm, en particulier pour la peinture.

## Artistes
- Meister Hartmann (de) (XVe siècle), représentant du Gothique international dans l'école d'Ulm
- Hans Multscher (vers 1400, Leutkirch im Allgäu - 1467, Ulm) comme la représentant très tôt et quasi « fondateur » de l'école
- Heinrich Multscher (de) (vers 1400, Reichenhofen - mort inconnue) frère et important artiste de l'atelier de Hans Multscher
- Hans Acker, peintre sur verre de la « cathédrale » d'Ulm en 1430
- Jakob Acker l'Ancien, peintre sur verre de la « cathédrale » d'Ulm à la transition du XIVe siècle au XVe siècle, constitua le plus ancien vitrail de l'église et est connu comme fondateur de la famille d'artiste Acker
- Jakob Acker le Jeune, créa le retable de la chapelle funéraire de Rißtissen en 1483
- Michel Erhart (s'écrit aussi Michael Erhart), sculpteur, de 1469 à 1522 à Ulm (ce qui est prouvé)
- Gregor Erhart, sculpteur sur bois (1470, Ulm - 1540, Augsbourg)
- Hans Schüchlin (de) (vers 1430, Ulm - 1502 ou 1505, Ulm), peintre
- Bartholomäus Zeitblom, peintre (vers 1455, Nördlingen - vers 1518, Ulm)
- Le sculpteur sur bois Jörg Syrlin l'Ancien et son fils Jörg Syrlin le Jeune
- Le sculpteur Adolf Dauher (de) (vers 1460, Ulm - vers 1524, Augsbourg) et son fils Hans Daucher
- Daniel Mauch, maître d'ouvrage (1477, Ulm - 1540, Lüttich)
- Jörg Stocker, peintre et beau-père de Daniel Mauch, jusqu'à 1496 peut-être le maître de Martin Schaffner
- Niklaus Weckmann, grand maître de la sculpture sur bois, 1481 pour son plus grand ouvrage à Ulm
- Martin Schaffner, peintre (vers 1478-1547, Ulm) dont l'œuvre coïncide au début de la Renaissance

### Premiers travaux
- (de) Julius Baum (de), Ulmer Kunst, Stuttgart/Leipzig, 1911.
- (de) Julius Baum, Führer durch das Museum der Stadt Ulm. (= Ulmer Schriften zur Kunstgeschichte. Band 7,), Ulm, 1930.
- (de) Gertrud Otto (de), Die Ulmer Plastik des frühen 15. Jahrhunderts, Tübingen, 1924.
- (de) Gertrud Otto, Die Ulmer Plastik der Spätgotik, Reutlingen, 1927.

### Seconde moitié duXXesiècle
- (de) Hans Koepf (de), « Das große Jahrhundert der Ulmer Malerei », Schwäbische Kunstgeschichte, Vol. 3, Éditions Jan Thorbecke, Konstanz, 1963, p.  35–40.
- (de) Kataloge des Ulmer Museums, Catalogue I, (Création : Gerald Jasbar et Erwin Treu), Ulm, 1981.
- (de) Barbara Schäuffelen, Joachim Feist, Ulm - Porträt einer Stadtlandschaft, Éditions Konrad Theiss, Stuttgart, 1987,  (ISBN 3-8062-0484-5), p.  171.
- (de) Heinz Koppenhöfer, Altäre Ulmer Meister. Kleinode in Dorfkirchen der Schwäbischen Alb, Metzingen, 1993,  (ISBN 3-87785-020-0).
- (de) Gerhard Weiland, « Die Ulmer Künstler und ihr Zunft », Württembergisches Landesmuseum (Dir.) : Meisterwerke massenhaft. Die Bildhauerwerkstatt des Niklaus Weckmann und die Malerei in Ulm um 1500. Stuttgart 1993,  (ISBN 3-929055-25-2), S. 369–388.
- (de) Reinhard Wortmann: « Ulm als Kunstmetropole Schwabens. Ulmer Kunst - Kunst in Ulm », Württembergisches Landesmuseum (Dir.): Meisterwerke massenhaft. Die Bildhauerwerkstatt des Niklaus Weckmann und die Malerei in Ulm um 1500, 1993,  (ISBN 3-929055-25-2), p.  29–46.
- (de) Barbara Maier-Lörcher, Ulmer Kunst um Ulm herum. Spätgotische Altäre und Einzelbildwerke aus 50 Kirchen, Ulm, 1996.
- (de) Erhard John, Die Glasmalereien im Ulmer Münster, Langenau, 1999,  (ISBN 3-88360-067-9).

### XXIesiècle
- (de) Franz Härle, Das Chorgestühl im Ulmer Münster, Langenau, 2000,  (ISBN 3-88360-115-2).
- (de) Barbara Maier-Lörcher, Meisterwerke Ulmer Kunst, Ostfildern, 2004,  (ISBN 3-7995-8004-2).
- (de) Wolfgang Lipp, Begleiter durch das Ulmer Münster, Langenau, 2005,  (ISBN 3-88360-011-3).

## Source
- (de) Cet article est partiellement ou en totalité issu de l’article de Wikipédia en allemand intitulé « Ulmer Schule (Spätgotik) » (voir la liste des auteurs).